# Tokod
Tokod é uma vila da Hungria, situada no condado de Komárom-Esztergom. Tem 14,91 km² de área e sua população em 2019 foi estimada em 4.036 habitantes.